# تودور اسکریموف
تودور اسکریموف (به انگلیسی: Todor Skrimov) متولد ۹ فوریه ۱۹۹۰ در پرنیک، بازیکن والیبال اهل بلغارستان، عضو فعلی تیم ملی بلغارستان و باشگاه لاتینا است.